# Nowe Rumunki
Nowe Rumunki – wieś sołecka w Polsce położona w województwie mazowieckim, w powiecie płockim, w gminie Łąck.
W latach 1975–1998 miejscowość administracyjnie należała do województwa płockiego.

## Części wsi
| SIMC    | Nazwa       | Rodzaj    |
| ------- | ----------- | --------- |
| 0569622 | Dębowa Góra | część wsi |

## Nazwa
Nazwa miejscowości, interpretowana na poziomie współczesnego znaczenia wyrazów pospolitych wchodzących w skład toponimu, bywa źródłem żartów. Tymczasem rumunką określano osadę pod lasem, pustkowie po wykarczowanym lesie (z niem. räumen 'opróżniać', 'uprzątać') bądź kolonię czy pojedyncze gospodarstwo poza zwartą zabudową wsi (romunek, rumunek). Niekiedy etymologię nazwy wiąże się z rumowiskiem, rumoszem lub ruiną.